# 常在菌
常在菌（じょうざいきん）は、主にヒトの身体に存在する微生物（細菌）のうち、多くの人に共通してみられ、病原性を示さないものを指す。
どのような常在菌がどの程度存在するかについては、地域、環境や生活習慣、身体の部位により多様である。誤解されやすいが、「健康な身体にも存在する菌」であって「全ての人間が持っている菌」という意味ではない。
通常は人の健康に著しい影響は与えず、あるものは共生関係にあるが、免疫力の低下などにより日和見感染を起こすこともある。
また、常在菌が存在することにより、病原性微生物の感染を抑制する影響もあると考えられている。抗生物質の使用などにより常在菌が極端に減少すると、他の病原性微生物などが増殖する菌交代症が起こることがある。
ヒトの場合、常在菌が最も多く存在するのは腸管内で、その細胞数は体細胞全体のそれを超えると考えられている。その他、口腔・鼻腔内や生殖器、あるいは皮膚全域に、数百種類が互いに影響しながら常在している。
特に腸内細菌のバランス細菌叢のコントロールについては、生活習慣病などを予防する手段として健康食品 プロバイオティクスをはじめとする多様な考えが提案されている。